# Брашинг
Бра́шинг (англ. brushing scam, дословно — «подметающее мошенничество» от англ. brushing, дословно — «действие, движение щеткой или расчёской, прометание; расчёсывание (волос)» от англ. brush «щётка; проводить щёткой, прометать, расчёсывать (волосы)» и англ. scam «афера, мошенничество») — вид мошенничества в электронной коммерции, который используется для повышения рейтинга продавца путём отправки поддельных заказов.

## Описание схемы
Компании, торгующие на крупных маркетплейсах вроде Alibaba и Amazon, соревнуются за самые высокие места в поисковой выдаче, так как это повышает их продажи. Хотя механизмы, лежащие в основе ранжирования, являются секретными, предполагается, что на них влияют объём продаж и положительные отзывы клиентов. Недобросовестные владельцы интернет-магазинов пытаются манипулировать своим рейтингом, путём отправки поддельных заказов и написания поддельных отзывов. Однако для того, чтобы отзывы были приняты, необходимо подтверждение доставки товара от почтовой службы.
Для получения этого подтверждения компании создают учётные записи покупателей, используя настоящие имена и адреса людей в наиболее интересных с точки зрения сбыта странах. Затем по этим адресам отправляются якобы ценные посылки, а информация об отслеживании посылок затем используется для подтверждения фальшивых положительных отзывов. При этом для отправителя совершенно неважно, что будет содержаться в посылке, поэтому обычно мошенники отсылают или пустые пакеты, или посылки с очень дешёвым товаром.
Другая механика — это покупка и отправка настоящего товара из интернет-магазина, но оформленная и отправленная в виде подарка для третьего лица. Таким образом недобросовестный продавец искусственно повышает объём продаж того или иного товара на маркетплейсе. Кроме того, например, политика Amazon позволяет лицу, покупающему подарок, оставить о нём отзыв «проверенного покупателя».
По словам специалистов по кибербезопасности, в некоторых случаях адрес и личные данные покупателя могут попасть недобросовестному продавцу, если покупатель приобретал что-то у него в прошлом. Кроме того данные могут быть найдены через обычный поиск в интернете. Однако в некоторых случаях получение таких посылок может указывать на утечку личных данных. После получения такой посылки рекомендуется уведомить об этом продавца, сменить пароли и предпринять шаги по финансовой защите. Некоторые получатели блокируют свои банковские карты, опасаясь утечки информации о них.
Брашинг как мошенническая схема известен как минимум с 2015 года. Многие сайты электронной коммерции подтверждают факт наличия этой проблемы и заявляют, что активно с ней борются. Так китайская Alibaba Group упоминала её в качестве одного из важных для инвесторов рисков в отчётах, посылаемых в Комиссию по ценным бумагам и биржам (SEC) США.

## Известные случаи

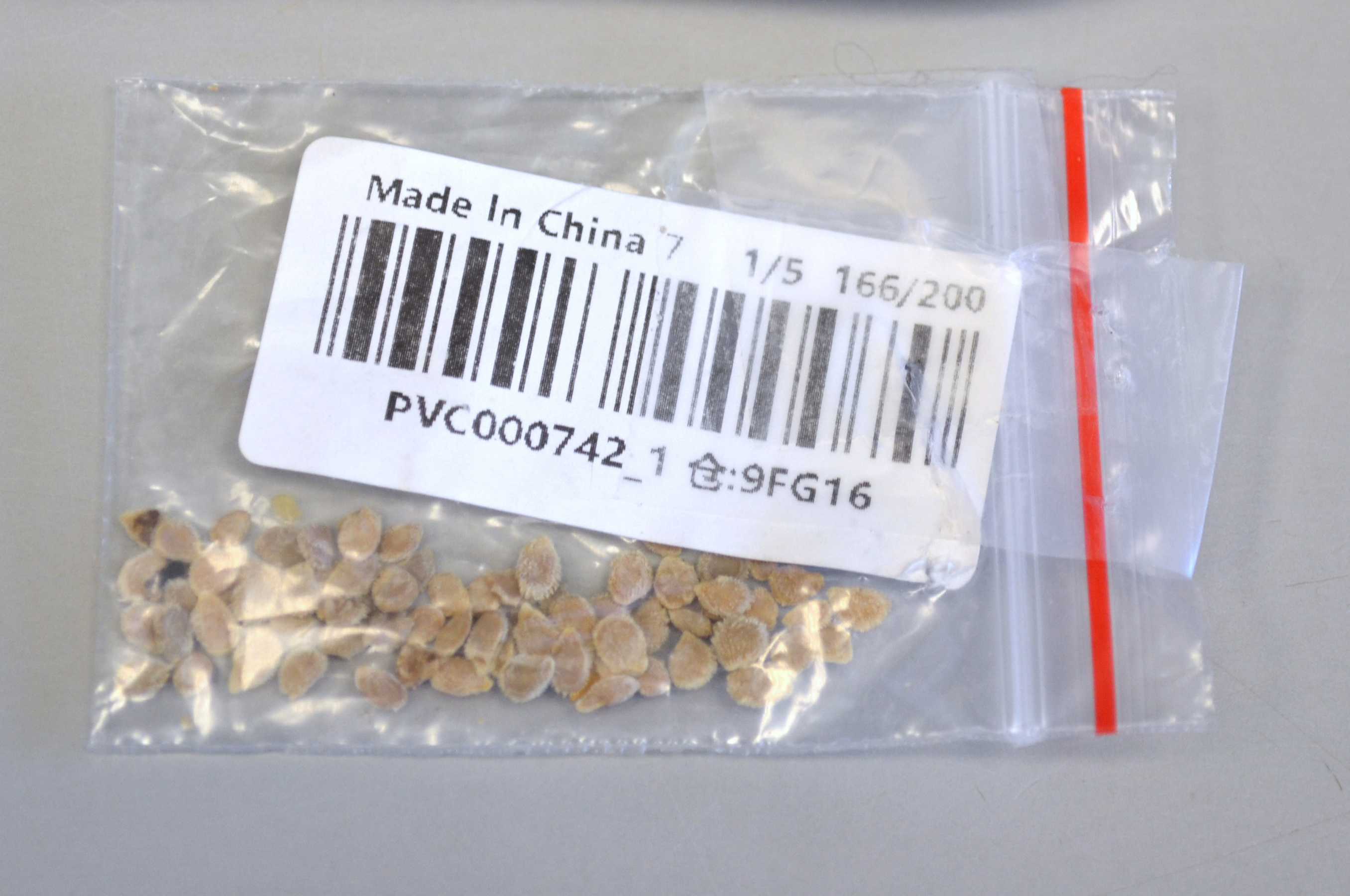
Пакет семян, полученный жителем США. Ботаником Министерства сельского хозяйства США они были идентифицированы как семена томатов

В 2019 году многие американцы заявили о том, что получили посылки с Amazon, которые они не заказывали. Некоторые из них получили десятки таких посылок в течение нескольких месяцев. В этих посылках люди получали различные предметы от дешёвых заколок для волос и брелоков для ключей до стикини и водонепроницаемых носков. Это вызвало беспокойство о безопасности своих личных данных у многих получателей.
В 2020 году тысячи жителей Северной Америки, Западной Европы, Японии, Израиля, Австралии и многих других стран стали сообщать о том, что они получили посылки с семенами из Китая, которые они не заказывали. Эти посылки выглядели как обычные мягкие бандероли, на этикетках которых содержимое описывалось словами «сережки-гвоздики», «бижутерия» или просто «игрушка». При этом внутри вместо украшений или игрушек находились зиплок-пакеты с семенами: тыквы, капусты, дурмана и других растений. На большинстве посылок в качестве обратных были указаны китайские адреса, а на самих пакетах семена были подписаны как «Сделано в Китае». Только в США Министерство сельского хозяйства собрало более 19 тысяч пакетов семян от получателей.
Сельскохозяйственные ведомства разных стран призывали относиться к посылкам с осторожностью и ни в коем случае не сеять семена, полученные из неизвестных источников. Например, Канадское агентство по безопасности продуктов питания сообщало: «[Они] могут быть семенами инвазивных растений или переносить вредителей растений, которые могут нанести вред при интродукции […]. Они способны вторгаться в сельскохозяйственные и природные районы, нанося серьёзный ущерб нашим растительным ресурсам». В США комиссар по сельскому хозяйству штата Кентукки Райан Куорлс заявлял, что нельзя исключать любые версии происходящего: «У нас недостаточно информации, чтобы понять, является ли это мистификацией, розыгрышем, интернет-мошенничеством или актом сельскохозяйственного биотерроризма».
Министерство сельского хозяйства США провело расследование и не нашло поводов для связи рассылки с биотерроризмом или какими-то угрозами для сельского хозяйства страны. Среди семян не было выявлено опасных для жизни растений. По мнению ведомства, посылки с семенами являлись частью мошеннической схемы с отзывами в интернет-магазинах.